# 志雲飯局
《志雲飯局》是香港無綫生活台的電視訪問清談節目，當時逢星期六19:00-20:00於收费台播映，當天晚上23:00-00:00重播。該節目由前電視廣播有限公司總經理陳志雲主持，助手孫慧雪、黃卓慧、寧進、周麗欣，監製錢國偉。該節目於飯局中，一邊用餐一邊訪問。每集都會訪問各地名人，訪問地點依據嘉賓的口味而定。由於陳志雲是素食者，所以在每集菜單中亦會有爲陳志雲而設的素菜。
該節目對曾蔭權及黎智英的專訪曾備受社會和傳媒關注，多份香港主要報章罕有地在「港聞」、「要聞」版面報道有關訪問。

## 每集嘉賓

### 2006年
| 第一輯(30集)       |          |                                                                 |                                                                                    |
| 集數（首播）       | 嘉賓     | 附註                                                            | 訪問地點                                                                           |
| 第1集（6月3日）    | 陳寶珠   | -已推出VCD（第1輯）                                             | 國金軒 （中環港景街1號國際金融中心商場2期3101號鋪）                                |
| 第2集（6月10日）   | 鄭裕玲   | -已推出VCD（第1輯） -已推出DVD（第4輯）                         | Amber （中環皇后大道中15號置地文華東方酒店7樓）                                    |
| 第3集（6月17日）   | 陳慧琳   | -首位在本節目落淚的藝人 -已推出VCD（第1輯） -已推出DVD（第2輯） | Angelini （尖沙咀麼地道64號九龍香格里拉大酒店）                                    |
| 第4集（6月24日）   | 劉德華   | -已推出DVD（第1輯）                                             | 俏江南 （銅鑼灣波斯富街99號利舞臺廣場5樓）（已結業）                               |
| 第5集（7月1日）    | 容祖兒   | -已推出DVD（第2輯）                                             | 灘萬日本料理 （尖沙咀麼地道64號九龍香格里拉酒店地下2層）                           |
| 第6集（7月8日）    | 曾志偉   | -首次橫跨兩集訪問同一人 -已推出DVD（第4輯）                     | 亮明居 （中環港景街1號國際金融中心商場2期3101-3107號鋪）（已結業）                 |
| 第7集（7月15日）   | 曾志偉   | -首次橫跨兩集訪問同一人 -已推出DVD（第4輯）                     | 亮明居 （中環港景街1號國際金融中心商場2期3101-3107號鋪）（已結業）                 |
| 第8集（7月22日）   | 李克勤   | -橫跨兩集訪問同一人 -已推出DVD（第3輯）                         | Aqua（尖沙咀北京道1號29樓）（已遷往中間道15號H Zentre17樓）                        |
| 第9集（7月29日）   | 李克勤   | -橫跨兩集訪問同一人 -已推出DVD（第3輯）                         | The Steak House Winebar + Grill （尖沙咀梳士巴利道18號香港洲際酒店地庫）（已結業） |
| 第10集（8月5日）   | 沈殿霞*  | -已推出DVD（第2輯）                                             | 夜上海 （尖沙咀廣東道馬哥孛羅香港酒店6樓）                                         |
| 第11集（8月12日）  | 軟硬天師 | -首次同時訪問兩位嘉賓（林海峰及葛民輝） -已推出DVD（第3輯）     | 梁山泊 （銅鑼灣勿地臣街1號時代廣場食通天12樓1205號舖） （已結業）                  |
| 第12集（8月19日）  | 古巨基   | -已推出DVD（第5輯）                                             | Sabatini （尖沙咀麼地道69號帝苑酒店3樓）                                           |
| 第13集（8月26日）  | 狄 娜*   | -已推出DVD（第5輯）                                             | 周莊水鄉 （薄扶林數碼港道100號數碼港3樓304號舖）（已結業）                         |
| 第14集（9月2日）   | 陳奕迅   | -已推出DVD（第5輯）                                             | La Dynastie Restaurant （薄扶林數碼港道100號數碼港102號舖）（已結業）              |
| 第15集（9月9日）   | 汪明荃   | -已推出DVD（第3輯）                                             | 洞庭樓 （中環交易廣場富臨閣3樓）（已結業）                                         |
| 第16集（9月16日）  | 楊千嬅   | -已推出DVD（第1輯）                                             | Scala Restaurant （灣仔港灣道1號萬麗海景酒店11樓）（已結業）                       |
| 第17集（9月23日）  | 曾蔭權   | -香港行政長官首次接受陳志雲訪問 -已推出DVD（第5輯）             | Restaurant Petrus （金鐘金鐘道88號太古廣場2座港島香格里拉酒店56樓）                |
| 第18集（9月30日）  | 許冠文   | -已推出DVD（第1輯）                                             | 明閣 （旺角上海街555號朗豪酒店6樓）                                                |
| 第19集（10月7日）  | 鄭少秋   | -已推出DVD（第2輯）                                             | 王子飯店（尖沙咀北京道1號11樓）（已結業）                                          |
| 第20集（10月14日） | 鄭伊健   | -已推出DVD（第3輯）                                             | 銀座日本料理鐵板燒（新世界中心）（已結業）                                         |
| 第21集（10月21日） | 黃秋生   | -已推出DVD（第2輯）                                             | 功德林上海素食（北京道1號）                                                        |
| 第22集（10月28日） | 鍾鎮濤   | -已推出DVD（第1輯）                                             | 泰粮子（九龍佐敦城市高爾夫球會）（已結業）                                         |
| 第23集（11月4日）  | 甄 妮    | -已推出DVD（第1輯）                                             | Nicholini's （香港港麗酒店）                                                       |
| 第24集（11月11日） | 黎智英   | -已推出DVD（第2輯） -節目長度為一個半小時                       | 南坊（數碼港）                                                                     |
| 第25集（11月18日） | 陳百祥   | -已推出DVD（第4輯）                                             | 農圃飯店 （銅鑼灣新寧道八號民安廣場（現稱為中國太平大厦一期）一樓）                |
| 第26集（11月25日） | 李嘉欣   | -已推出DVD（第4輯）                                             | Pearl on the Peak（凌霄閣）（已結業）                                              |
| 第27集（12月2日）  | 佘詩曼   | -已推出DVD（第3輯）                                             | 香宮Shang Palace（九龍香格里拉酒店）                                               |
| 第28集（12月9日）  | 鄭嘉穎   | -已推出DVD（第4輯）                                             | Zeffirino Ristorante （尖東富豪香港酒店3樓）                                       |
| 第29集（12月16日） | 梁詠琪   | -已推出DVD（第5輯）                                             | The Mistral（海景嘉福酒店）（已結業）                                              |

### 2007年
| 集數（首播）       | 嘉賓     | 附註                                                                      | 訪問地點                                                                 |
| 第30集（4月7日）   | 林子祥   | -已推出DVD（第1輯） -原定於2006年12月23日播映，但被抽起 -錄影時間比一般短 | 霞飛路 （銅鑼灣京士頓街9-11號地下）（已結業）                            |
| 第二輯             |          |                                                                           |                                                                          |
| 第31集（5月26日）  | 唐英年   | -已推出DVD（第6輯）                                                       | 文華廳（香港文華東方酒店）                                               |
| 第32集（6月2日）   | 林 夕    | -已推出DVD（第5輯）                                                       | Les Celebrites （香港日航酒店）（現稱為千禧新世界香港酒店）              |
| 第33集（6月9日）   | 李司棋   | -已推出DVD（第6輯）                                                       | 美麗華酒店宴會廳 （尖沙咀美麗華酒店商場二層(AR2)）                       |
| 第34集（6月16日）  | 周梁淑怡 | -已推出DVD（第6輯）                                                       | Zeffirino Ristorante （尖東富豪九龍酒店）（已結業）                      |
| 第35集（6月23日）  | 袁詠儀   | -已推出DVD（第6輯）                                                       | RIVA（銅鑼灣柏寧酒店）（已結業）                                         |
| 第36集（6月30日）  | 李麗珊   | -已推出DVD（第6輯）                                                       | 上海上海（麗嘉酒店B1）（已結業）                                         |
| 第37集（7月7日）   | 米 雪    | -已推出DVD（第6輯）                                                       | 金紫荊粵菜廳（現稱為金紫荊生記粤菜廳） （灣仔博覽道1號香港會議展覽中心） |
| 第38集（7月14日）  | 林珊珊   | -已推出DVD（第7輯）                                                       | 稻菊日本餐廳（中環四季酒店四樓）（已結業）                               |
| 第39集（7月21日）  | 林建岳   |                                                                           | 中國會（中環銀行街舊中國銀行大廈13樓）                                   |
| 第40集（7月28日）  | 薛家燕   | -已推出DVD（第7輯）                                                       | 扒房 Harbour Grill（紅磡德豐街20號）                                     |
| 第41集（8月4日）   | 狄波拉   | -已推出DVD（第7輯）                                                       | Isola Bar & Grill （中環國際金融中心三樓3071號鋪）（已遷往2樓2075號舖）  |
| 第42集（8月11日）  | 陳玉蓮   | -已推出DVD（第7輯）                                                       | 佳餚店 Dragon Palace （數碼港商場三樓314號舖）（已結業）                 |
| 第43集（8月18日）  | 鄺美雲   | -已推出DVD（第7輯）                                                       | 跑馬地馬場馬主廂房                                                       |
| 第44集（8月25日）  | 伍衛國   | -已推出DVD（第7輯）                                                       | 富東粵菜（香港華美粵海酒店三樓）（已結業）                               |
| 第45集（9月1日）   | 陳慧嫻   | -已推出DVD（第8輯）                                                       | Aspasia（尖沙咀金巴利道39號）（已結業）                                  |
| 第46集（9月8日）   | 黃柏高   | -已推出DVD（第8輯）                                                       | H One （中環國際金融中心二期四樓4008號舖）（已結業）                     |
| 第47集（9月15日）  | 謝 賢    | -已推出DVD（第8輯）                                                       | 帝京軒（旺角太子道西193號帝京酒店三樓）                                  |
| 第48集（9月22日）  | 霍汶希   | -已推出DVD（第8輯）                                                       | 山葵日本料理 （銅鑼灣時代廣場食通天13樓1301號舖）（已結業）              |
| 第49集（9月29日）  | 王 晶    | -已推出DVD（第8輯）                                                       | 逸東軒（香港逸東酒店）                                                   |
| 第50集（10月6日）  | 李 安    |                                                                           | 胡同（尖沙咀北京道1號28樓）（已遷往中間道15號H Zentre18樓）              |
| 第51集（10月13日） | 夏佳理   | -已推出DVD（第8輯）                                                       | 麗嘉酒店麗嘉軒 （中環干諾道中3號B2）（已結業）                           |
| 第52集（10月20日） | 許志安   | -已推出DVD（第9輯）                                                       | Morton's of Chicago（喜來登酒店4樓）                                     |
| 第53集（10月27日） | 苗僑偉   | -已推出DVD（第9輯）                                                       | 維景酒店7樓海天廳（Horizon Room）                                        |
| 第54集（11月3日）  | 黃子華   | -已推出DVD（第9輯）                                                       | 三生（金鐘添美道1號中信大廈4樓）                                         |
| 第55集（11月10日） | 鄭丹瑞   | -已推出DVD（第9輯）                                                       | Oyster & Wine Bar（喜來登酒店頂樓）（已結業）                            |
| 第56集（11月17日） | 呂良偉   | -已推出DVD（第9輯）                                                       | Ingredients（灣仔永豐街23號1/F）（已結業）                               |
| 第57集（11月24日） | 吳 雨    | -已推出DVD（第9輯）                                                       | MEGU（九龍站圓方(Elements)）（已結業）                                   |
| 第58集（12月1日）  | 陳 豪    | -已推出DVD（第10輯）                                                      | 怡東酒店Tott's（銅鑼灣告士打道281號）（已結業）                          |
| 第59集（12月8日）  | 庾澄慶   | -已推出DVD（第10輯）                                                      | 將軍澳電視廣播城 Café Corner                                             |
| 第60集（12月15日） | 李连杰   |                                                                           | The Grand VIP House （九龍站圓方(Elements)）（已結業）                   |
| 第61集（12月22日） | 詹培忠   | -已推出DVD（第11輯）                                                      | 明閣（香港旺角朗豪酒店）                                                 |
| 第62集（12月29日） | 仙杜拉   | -已推出DVD（第10輯）                                                      | 君悅酒店 JJ's（灣仔港灣道1號地庫）（已結業）                             |

### 2008年
| 集數（首播）        | 嘉賓     | 附註                                       | 訪問地點 |
| 第63集（1月5日）    | 黎 姿    | -已推出DVD（第10輯）                       | Cine Citta（灣仔星街9號）（已結業）                                                                            |
| 第64集（1月12日）   | 葉劉淑儀 | -橫跨兩集訪問同一人物 -已推出DVD（第10輯） | D. Diamond Restaurant & Bar （九龍站圓方(Elements)）（已結業）                                                 |
| 第65集（1月19日）   | 葉劉淑儀 | -橫跨兩集訪問同一人物 -已推出DVD（第10輯） | D. Diamond Restaurant & Bar （九龍站圓方(Elements)）（已結業）                                                 |
| 第66集（1月26日）   | 關菊英   | -已推出DVD（第11輯）                       | Mekong （尖沙咀諾士佛台15-17號二樓）（已結業）                                                                 |
| 第67集（3月1日）    | 劉美君   | -已推出DVD（第11輯）                       | 皇家太平洋酒店海景翼9樓太平洋廳2號房 （尖沙咀廣東道33號中港城）                                                |
| 第68集（3月8日）    | 呂 方    | -已推出DVD（第11輯）                       | Misto （尖沙咀加連威老道46-48號恆隆大廈一樓）（已結業）                                                        |
| 第69集（3月15日）   | 趙文卓   | -已推出DVD（第11輯）                       | 心齋（中環花園道51號科達中心3樓）（已結業）                                                                    |
| 第70集（3月22日）   | 杜麗莎   | -已推出DVD（第11輯）                       | Zeffirino （香港銅鑼灣怡和街88號富豪香港酒店31樓）（已結業）                                                   |
| 第71集（3月29日）   | 張艾嘉   | -已推出DVD（第12輯）                       | 帝京軒中菜廳（旺角太子道西193號帝京酒店三樓）                                                                  |
| 第72集（4月5日）    | 盧冠廷   | -已推出DVD（第12輯）                       | Le Mieux Bistro （柴灣嘉業街18號明報工業中心B座407-8室）（已結業）                                             |
| 第73集（4月12日）   | 關淑怡   | -已推出DVD（第12輯）                       | Backstage Live Restaurant （中環威靈頓街52-54號一樓）（已結業）                                                |
| 第74集（4月19日）   | 莫文蔚   | -橫跨兩集訪問同一人物 -已推出DVD（第13輯） | Spasso Italian Bar & Restaurant （尖沙咀廣東道17號海港城海洋中心四樓403號鋪）（已遷往帝國中心G5-8及12-17號舖） |
| 第75集（4月26日）   | 莫文蔚   | -橫跨兩集訪問同一人物 -已推出DVD（第13輯） | Spasso Italian Bar & Restaurant （尖沙咀廣東道17號海港城海洋中心四樓403號鋪）（已遷往帝國中心G5-8及12-17號舖） |
| 第76集（5月3日）    | 田北辰   | -已推出DVD（第12輯）                       | Joia（九龍站圓方）                                                                                             |
| 第77集（5月10日）   | 郭晉安   | -已推出DVD（第12輯）                       | 利苑酒家VIP房 （尖沙咀柯士甸道圓方2068-70號舖）                                                                |
| 第78集（5月17日）   | 范徐麗泰 | -已推出DVD（第12輯）                       | 滿福樓VIP房 （香港灣仔港灣道1號萬麗海景酒店三樓）                                                              |
| 第79集（5月24日）   | 鄭欣宜   | -橫跨兩集訪問同一人物 -已推出DVD（第13輯） | Knutsford酒吧 （尖沙咀諾士佛臺金巴利廣場3樓）（已結業）                                                        |
| 第80集（5月31日）   | 鄭欣宜   | -橫跨兩集訪問同一人物 -已推出DVD（第13輯） | Knutsford酒吧 （尖沙咀諾士佛臺金巴利廣場3樓）（已結業）                                                        |
| 第81集（6月7日）    | 鄭經翰   | -已推出DVD（第14輯）                       | Qube+Japanese Style Italian Restaurant VIP Room （中環蘭桂坊德己立街30-32號加州大廈一樓）（已結業）            |
| 第82集（6月14日）   | 李曾超群 | -已推出DVD（第14輯）                       | 慶公宴 （中環蘭桂坊8-11號昌隆商業大廈10樓）（已結業）                                                          |
| 第83集 (6月21日)    | 鄭則士   | -已推出DVD（第13輯）                       | 滿福樓Dynasty（中和廳） （尖沙咀梳士巴利道22號九龍萬麗酒店4樓）（已結業）                                      |
| 第84集（6月28日）   | 于仁泰   | -橫跨兩集訪問同一人物 -已推出DVD（第14輯） | 競駿會Bar Area （跑馬地馬場會員看台第二及第三座頂層）                                                          |
| 第85集（7月5日）    | 于仁泰   | -橫跨兩集訪問同一人物 -已推出DVD（第14輯） | 競駿會Bar Area （跑馬地馬場會員看台第二及第三座頂層）                                                          |
| 第86集（7月12日）   | 高文安   | -已推出DVD（第15輯）                       | The Pawn Restaurant（1樓酒吧地帶） （灣仔莊士敦道62號一樓）（已結業）                                          |
| 第87集（7月19日）   | 夏 雨    | -已推出DVD（第13輯）                       | 御苑皇宴VIP Room （九龍灣宏照道38號Mega Box L13層3號舖）（已結業）                                             |
| 第88集（7月26日）   | 張可頤   | -橫跨兩集訪問同一人物 -已推出DVD（第14輯） | DAP Modern European Restaurant （灣仔皇后大道東202號 QRE Plaza 23樓）（已結業）                                |
| 第89集（8月2日）    | 張可頤   | -橫跨兩集訪問同一人物 -已推出DVD（第14輯） | DAP Modern European Restaurant （灣仔皇后大道東202號 QRE Plaza 23樓）（已結業）                                |
| 第90集（8月9日）    | 羅嘉良   | -已推出DVD（第15輯）                       | 百樂門星級宴會廳 （九龍灣宏照道38號 MegaBox 14樓1號舖）                                                        |
| 第91集（8月16日）   | 朱 茵    | -橫跨兩集訪問同一人物 -已推出DVD（第15輯） | Santa Lucia餐廳 （九龍尖沙咀赫德道8A麗景酒店38樓）（已結業）                                                   |
| 第92集（8月23日）   | 朱 茵    | -橫跨兩集訪問同一人物 -已推出DVD（第15輯） | Santa Lucia餐廳 （九龍尖沙咀赫德道8A麗景酒店38樓）（已結業）                                                   |
| 第93集（8月30日）   | 吳君麗*  | -已推出DVD（第15輯）                       | 蘭桂坊酒店 VIP Lounge （中環九如坊3號地下）                                                                    |
| 第94集（9月6日）    | 劉偉強   | -已推出DVD（第15輯）                       | 梓桐堂 （西灣河太康街45-47號鯉景灣B期GB27-28號地舖）                                                           |
| 第95集（9月13日）   | 劉慧卿   | -已推出DVD（第16輯）                       | La Mer Brasserie （中環雲咸街33號LKF Tower 1樓）（已結業）                                                     |
| 第96集（9月20日）   | 趙世曾   |                                            | The Twyst Mind & The Twyst （上環文咸東街22-26號柏廷坊8-9樓）（已結業）                                        |
| 第97集（9月27日）   | 李香琴*  | -已推出DVD（第17輯）                       | 鬍鬚伯伯私房菜餐廳 （西灣河太康街35號GC24-26號地舖）（已結業）                                                 |
| 第98集（10月4日）   | 程小東   | -橫跨兩集訪問同一人物 -已推出DVD（第16輯） | The Room（九龍觀塘鴻圖道30號鴻圖樓3樓）（已結業）                                                              |
| 第99集（10月11日）  | 程小東   | -橫跨兩集訪問同一人物 -已推出DVD（第16輯） | The Room（九龍觀塘鴻圖道30號鴻圖樓3樓）（已結業）                                                              |
| 第100集（10月18日） | 秦 沛    | -已推出DVD（第16輯）                       | Finds Restaurant （中環雲咸街33號LKF Tower 2樓）（已遷往尖沙咀金巴利道39號帝樂文娜公館1樓）                    |
| 第101集（10月25日） | 吳君如   | -橫跨兩集訪問同一人物 -已推出DVD（第18輯） | Azure Restaurant上層餐廳 （中環雲咸街33號蘭桂坊酒店29-30樓）（已結業）                                         |
| 第102集（11月1日）  | 吳君如   | -橫跨兩集訪問同一人物 -已推出DVD（第18輯） | Azure Restaurant上層餐廳 （中環雲咸街33號蘭桂坊酒店29-30樓）（已結業）                                         |
| 第103集（11月8日）  | 馮永發   | -已推出DVD（第16輯）                       | Lavilla 38 （銅鑼灣謝斐道393號新時代中心38樓）（已結業）                                                       |
| 第104集（11月15日） | 甄子丹   | -已推出DVD（第19輯）                       | Chez Patrick Restaurant （灣仔日街8-9號地下）（已結業）                                                        |
| 第105集（11月22日） | 鍾尚志   | -已推出DVD（第17輯）                       | 滿福樓中菜廳 （尖沙咀梳士巴利道22號九龍萬麗酒店4樓）（已結業）                                                 |
| 第106集（11月29日） | 歐陽震華 | -已推出DVD（第18輯）                       | 帝玉庭中菜廳VIP房（現稱為玉庭） （沙田白鶴汀街8號帝都酒店1樓）                                                 |
| 第107集（12月6日）  | 黎耀祥   | -已推出DVD（第17輯）                       | 城市花園酒店地面 Function Room （北角城市花園道9號）                                                           |
| 第108集（12月13日） | 蓋鳴暉   | -已推出DVD（第18輯）                       | 聘珍樓VIP房 （觀塘道392號創紀之城6期6樓）                                                                      |
| 第109集（12月20日） | 雷頌德   | -橫跨兩集訪問同一人物 -已推出DVD（第17輯） | D. Diamond Restaurant & Bar （尖沙咀柯士甸道西一號圓方空中花園R001號舖）（已結業）                             |
| 第110集（12月27日） | 雷頌德   | -橫跨兩集訪問同一人物 -已推出DVD（第17輯） | D. Diamond Restaurant & Bar （尖沙咀柯士甸道西一號圓方空中花園R001號舖）（已結業）                             |

### 2009年
| 集數（首播）        | 嘉賓                                       | 附註 | 訪問地點                                                                      |
| 第111集（1月3日）   | 林志玲                                     | | Felix （尖沙咀彌敦道19-21半島酒店28樓）                                       |
| 第112集（1月10日）  | 吳宇森                                     | | Philia Lounge（中環亞畢諾道4-8號1號舖）（已結業）                             |
| 第113集（1月17日）  | 黃百鳴                                     | -橫跨兩集訪問同一人物 -已推出DVD（第18輯）                                                                                                   | AT Corner 餐廳（銅鑼灣世貿中心9樓）（已結業）                                 |
| 第114集（1月24日）  | 黃百鳴                                     | -橫跨兩集訪問同一人物 -已推出DVD（第18輯）                                                                                                   | AT Corner 餐廳（銅鑼灣世貿中心9樓）（已結業）                                 |
| 第115集（2月14日）  | 王維基                                     | -已推出DVD（第16輯） | City Art Restaurant + Grill VIP Room （沙田白鶴汀街8號帝都酒店2樓）（已結業） |
| 第116集（2月21日）  | 蔡 瀾*                                     | -已推出DVD（第19輯） | 富豪酒家 （尖沙咀彌敦道132號美麗華商場4樓C號舖）                              |
| 第117集（2月28日）  | 劉家昌*                                    | -已推出DVD（第19輯） | 名廚私房菜 （九龍塘金巴倫道7B九龍塘區Face Club會所證婚堂）（已結業）          |
| 第118集（3月7日）   | 鍾欣桐                                     | -首次於tvb.com網上直播 -首次在非餐廳或會所拍攝 -節目長度為一個半小時 -已推出DVD（第17輯）                                                    | 英皇集團主席楊受成家中 （淺水灣道58號「南灣御苑」）                           |
| 第119集（3月14日）  | 李克勤、楊千嬅 許志安、朱 茵 羅嘉良、呂 方 | -名為《志雲飯局三載情》 -翌日於翡翠台及高清翡翠台播出 -生活台一集過，長90分鐘 -翡翠台及高清翡翠台則分開兩集，每集半小時 -已推出DVD（第19輯） | 國金軒 （中環港景街1號國際金融中心商場2期三樓3101號舖）                       |
| 第120集（3月21日）  | 李樂詩                                     | -已推出DVD（第19輯） | Zenses Cristal Bar （中環威靈頓街33號The Loop 9樓）（已結業）                 |
| 第121集（3月28日）  | 草 蜢                                      | -已推出DVD（第19輯） | 喜百合 VIP Room （九龍灣宏照道38號Mega Box 13樓4樓舖）（已結業）              |
| 第122集（4月4日）   | 鍾景輝                                     | -已推出DVD（第20輯） | Ana Oyster & Grill （銅鑼灣駱克道491-499號京都廣場4樓）（已結業）             |
| 第123集（4月11日）  | 謝天華                                     | -於tvb.com網上直播 -已推出DVD（第20輯） | Tiffany's New York Bar （尖沙咀麼地道70號海景嘉福酒店）                       |
| 第124集（4月18日）  | 伊能靜                                     | -節目長度為一個半小時 -已推出DVD（第20輯）                                                                                                   | Hennessy Room（香港金鐘道88號港麗酒店7樓）                                    |
| 第125集（5月30日）  | 鄧萃雯                                     | -節目長度為一個半小時 -已推出DVD（第20輯）                                                                                                   | 麗晶殿宴會廳B段 （尖沙咀彌敦道50號金域假日酒店地庫3樓）                       |
| 第126集（6月6日）   | 張家輝                                     | -已推出DVD（第20輯） | 聘珍樓（銅鑼灣勿地臣街1號時代廣場食通天10樓）（已結業）                       |
| 第127集（6月13日）  | 黃玉郎                                     | -節目長度為一個半小時 -已推出DVD（第20輯）                                                                                                   | 珀麗心軒VIP Room （銅鑼灣信德街8號珀麗酒店2樓）（已結業）                     |
| 第128集（6月20日）  | 羅 蘭                                      | -已推出DVD（第21輯） | 百樂門宴會廳 （銅鑼灣告士打道250-254號伊利莎伯大廈6樓）（已結業）             |
| 第129集（6月27日）  | 陳智思                                     | -已推出DVD（第21輯） | 龍逸軒中菜廳（尖沙咀彌敦道19-21號九龍酒店2樓）                                |
| 第130集（7月4日）   | 岳 華*                                     | -已推出DVD（第21輯） | Knutstord Steak Chop & Oyster Bar （尖沙咀諾士佛臺金巴利廣場1樓）（已結業）   |
| 第131集（7月11日）  | 王 傑                                      | -已推出DVD（第21輯） | Mr. Steak Grill（銅鑼灣加寧街5-7號（食街）C&D地舖）（已結業）                 |
| 第132集（7月18日）  | 吳耀漢*                                    | -已推出DVD（第21輯） | 天一酒家（山頂山頂道128號凌霄閣2-3樓3A-B號舖）（已結業）                      |
| 第133集（7月25日）  | 黃日華                                     | -已推出DVD（第21輯） | Da Da Bar & Lounge （尖沙咀金巴利道39號帝樂文娜公館2樓）                      |
| 第134集（8月1日）   | 曹 格                                      | -已推出DVD（第23輯） | 港島海逸君綽酒店1樓Grand Ballroom （炮台山油街23號）                          |
| 第135集（8月8日）   | 田北俊                                     | -已推出DVD（第22輯） | 沙田凱悅酒店大堂 Function Room （沙田澤祥街18號）                             |
| 第136集（8月15日）  | 李添勝                                     | -已推出DVD（第22輯） | 沙田麗豪酒店龍門客棧Dragon Inn （沙田大涌橋路34-36號）                        |
| 第137集（8月22日）  | 曹仁超*                                    | -節目長度為一個半小時 | 大自然素食（銅鑼灣軒尼詩道502號黃金廣場8樓）                                  |
| 第138集（8月29日）  | 陳潔靈                                     | -橫跨兩集訪問同一人物 -已推出DVD（第24輯）                                                                                                   | 聘珍樓（鑽石山龍蟠街3號廣場2樓208室）                                         |
| 第139集（9月5日）   | 陳潔靈                                     | -橫跨兩集訪問同一人物 -已推出DVD（第24輯）                                                                                                   | 聘珍樓（鑽石山龍蟠街3號廣場2樓208室）                                         |
| 第140集（9月12日）  | 趙增熹                                     | -已推出DVD（第23輯） | La Kasbah（中環亞畢諾道4-8號）（已結業）                                      |
| 第141集（9月19日）  | 楊千嬅                                     | -節目長度為一個半小時 -已推出DVD（第22輯）                                                                                                   | WaterMark（中環7號碼頭L店）                                                   |
| 第142集（9月26日）  | 羅家英                                     | -節目長度為一個半小時 -已推出DVD（第23輯）                                                                                                   | 小南國（九龍灣宏照道38號MegaBox 6樓）                                         |
| 第143集（10月3日）  | 蘇民峰                                     | -已推出DVD（第24輯） | Le 188°（北角油街23號港島海逸君綽酒店41樓）                                   |
| 第144集（10月10日） | 楊 凡                                      | | La Cucina Italiana （灣仔皇后大道東202號QRE Plaza 21及22樓）（已結業）        |
| 第145集（10月17日） | 葉麗儀                                     | | Dakota Prime（香港中環雲咸街33號7樓）（已結業）                               |
| 第146集（10月24日） | 蘇施黃                                     | -橫跨兩集訪問同一人物 | 沙田18（沙田凱悅酒店）                                                        |
| 第147集（10月31日） | 蘇施黃                                     | -橫跨兩集訪問同一人物 | 沙田18（沙田凱悅酒店）                                                        |
| 第148集（11月7日）  | 馬時亨                                     | | The Verandah （淺水灣淺水灣道129號淺水灣酒店露台餐廳）                        |
| 第149集（11月14日） | 張婉婷                                     | | 富豪軒（尖沙咀麼地道71號富豪九龍酒店2樓）                                     |
| 第150集（11月21日） | 林超英                                     | | 龍苑中菜廳（尖沙咀彌敦道50號金域假日酒店低層1樓）                             |
| 第151集（11月28日） | 施永青                                     | | 天寶閣中菜廳（尖沙咀彌敦道20號香港喜來登酒店2樓）                             |
| 第152集（12月5日）  | 戚美珍                                     | -節目長度為一個半小時 | Club@28（銅鑼灣禮頓道8號皇冠假日酒店28樓）                                    |

### 2010年
| 集數（首播）       | 嘉賓   | 附註 | 訪問地點                                                               |
| 第153集（1月2日）  | 謝雪心 |      | 富豪東方酒店14樓五洲餐廳（九龍城沙浦道30-38號）（已結業）              |
| 第154集（1月16日） | 陳法蓉 |      | 國金軒Cuisine Cuisine at the Mira （尖沙咀美麗華酒店3樓）              |
| 第155集（2月6日）  | 張衛健 |      | 龍皇酒家（銅鑼灣告士打道280號世貿中心12樓）（已結業）                  |
| 第156集（3月13日） | Twins  |      | The French Window（國際金融中心）（已結業）                            |
| 第157集（3月20日） | 惠英紅 |      | 尖沙咀喜來登酒店3樓宴會廳                                              |
| 第158集（3月27日） | 羅傑承 |      | 香港大牌檔（銅鑼灣謝斐道456號2樓）（已結業）                           |
| 第159集（4月10日） | 陳復生 |      | 近水樓台（香港機場世貿中心7樓會所）（已結業）                          |
| 第160集（4月17日） | 馮美基 |      | 利寶閣海景宴會廳（九龍尖沙咀彌敦道63號國際廣場24樓2401號鋪）（已結業） |

```
 *已故
```

### 有關林子祥一集
在訪問林子祥的一集中，當陳志雲提及其妻葉蒨文的時候，忽然稱自己的時間倉卒，然後匆匆離去，故錄影時間只有個多小時。陳志雲表示，根據以往慣例，《志雲飯局》平均都要錄影兩小時以上，再剪輯較佳的內容播出，他不能接受水準不夠的內容，故原定於2006年12月播出的訪問被抽起，陳志雲亦指，暫不會找林子祥補拍。《香港壹週刊》的報道指，當時正流傳葉蒨文發生婚外情的消息。不過，這一集再安排於3月31日播映，其次再延至4月7日。官方網頁如此介紹該集：「今次阿Lam（林子祥）特別破例講述自己兩段感情事，他一提到葉倩文及前妻關係就非常避重就輕」。

### 週年特輯
2009年，為慶祝《志雲飯局》播映三週年，無綫電視在3月4日於國際金融中心國金軒錄影《志雲飯局三載情》，嘉賓都曾經是《志雲飯局》的受訪者，包括李克勤、楊千嬅、許志安、朱茵、羅嘉良及呂方。本節目於2009年3月14日在生活台優先播出，其後在3月15日及3月22日晚上10:00- 10:30於無綫電視翡翠台及高清翡翠台播出。

## 《志雲飯局美食篇》
《志雲飯局美食篇》是無綫生活台的特備節目，在2007年4月14日起一連六集逢星期六播出，介紹的餐廳如下：
- 機場世貿中心會所 近水樓台 中菜廳

拍攝《志雲飯局》時的嘉賓 ：陳復生
- 港島香格里拉酒店 Petrus 珀翠餐廳

拍攝《志雲飯局》時的嘉賓 ：曾蔭權
- 置地文華東方酒店 Amber餐廳

拍攝《志雲飯局》時的嘉賓 ：鄭裕玲
- 金鐘港麗酒店 Nicholini's 意寧谷餐廳

拍攝《志雲飯局》時的嘉賓 ：甄　妮
- 帝苑酒店 Sabatini's 意大利餐廳

拍攝《志雲飯局》時的嘉賓 ：古巨基
- 北京道1號 Aqua餐廳

拍攝《志雲飯局》時的嘉賓 ：李克勤
- 山頂凌霄閣 Pearl on the Peak

拍攝《志雲飯局》時的嘉賓 ：李嘉欣
- 中環國際金融中心 國金軒 及 亮明居

拍攝《志雲飯局》時的嘉賓 ：陳寶珠 及 曾志偉
- 北京道1號 王子飯店

拍攝《志雲飯局》時的嘉賓 ：鄭少秋

## 其他版本和表現形式
《志雲飯局》內容會輯錄DVD，推出市場。文字版本於《明報周刊》連載，亦會定期結集成書，迄今共出版四集；其中香港大學圖書館藏有多冊，新加坡國立大學圖書館僅藏有第一至三集。
另外，春天實驗劇團獲無綫電視授權，推出舞台劇《志雲飯局 Live on Stage》，2009年4月27至29日於香港文化中心舉行，共演三場。叱咤903在晚上8時半至11時作現場直播，雷霆881在凌晨12時半2時半錄音轉播。陳志雲表示此舞台版不會推出VCD或DVD。每場嘉賓如下（出場序）：
- 4月27日：陳百祥、謝偉俊、謝安琪、葛民輝（特別嘉賓：白韻琴、謝天華、胡定欣）
- 4月28日：汪明荃、王維基、側　田、曾志偉（特別嘉賓：曹　格、崔建邦）
- 4月29日：吳君如、陳淑莊、陳潔靈、鄭裕玲（特別嘉賓：古巨基、鍾欣桐）

該劇除了訪問名人，還會有不同的表演和觀眾發問環節，與觀眾互動。而門票收益扣除成本後，將撥捐香港慈善機構生命熱線。
另外，該節目為收費電視節目，向來只安排在無綫生活台播映，但鍾欣桐一集則可在 TVB.COM （页面存档备份，存于） 的MYTV免費網上收看，在香港的總收看人次超越80萬，而台灣的Yam天空亦獲授權轉載節目，首播5小時內就有120萬人次收看。另外，因為飾演《學警狙擊》「Laughing哥」一角備受關注的藝人謝天華，該集訪問於同樣安排於MYTV中播放，收看次數亦近18萬，成為該收費節目，免費網上收看的特例之一。

## 作品的變遷
| 無綫電視翡翠台、高清翡翠台 星期日 22:00-22:30節目 | 無綫電視翡翠台、高清翡翠台 星期日 22:00-22:30節目 | 無綫電視翡翠台、高清翡翠台 星期日 22:00-22:30節目 |
| ------------------------------------------------- | ------------------------------------------------- | ------------------------------------------------- |
|                                                   | 志雲飯局三載情 （2009.03.15 - 2009.03.22）        |                                                   |
| 品味咖啡 （2009.01.04 - 2009.03.08）              | 首爾分高下 （2009.03.29）                         |                                                   |